# الدين في الصومال

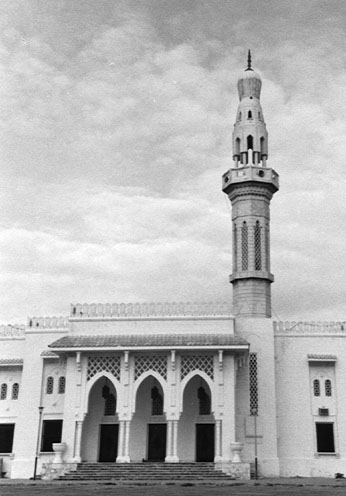

الدين في الصومال الاحتفاظ بنسب استثنائية محدودة للغاية فإن الشعب الصومالي بأكمله يعتنق الدين الإسلامي وأغلبهم سنيون من اتباع المذهب الشافعي، مع وجود نسبة منهم من معتنقي المذاهب الأخرى من الحنابلة والمالكية والحنفية؛ وفي توصيف الدستور الصومالي للإسلام، تم تعريف الإسلام بأنه الديانة الرسمية للبلاد وأن الشريعة الإسلامية هي المصدر الرئيسي للتشريع.
ودخل الإسلام الصومال في فترة مبكرة من التاريخ في أعقاب هجرة المسلمين للحبشة ومنطقة القرن الإفريقي بصفة عامة هربا من بطش قريش بهم، مما يرجح توغل الإسلام في قلوب الصوماليين من قبل أن يرسي جذوره في مكان نشأته بشبه الجزيرة العربية،
علاوة على ذلك، قدم المجتمع الصومالي الكثير من علماء الإسلام البارزين الذين شكلوا مسار التعليم الديني والممارسات الدينية ليس في الصومال فحسب ولكن في منطقة القرن الإفريقي وشرق أفريقيا كلها بل وشبه الجزيرة العربية أيضا؛ من هؤلاء العلماء العالم الديني والقاضي عثمان بن علي الزيلعي والذي عاش في القرن الرابع عشر والذي قام بتأليف أقيم الكتب على الإطلاق في شرح المذهب الحنفي وهو كتاب «تبيين الحقائق - شرح كنز الدقائق» وهي موسوعة فقهية كاملة من أربعة أجزاء قام فيها الزيلعي بشرح كتاب «كنز الدقائق» للإمام عبد الله بن أحمد بن محمود أبو البركات حافظ الدين النسفي.
والمسيحية دين أقلية في الصومال حيث لا يزيد عدد معتنقيها عن 1,000 فرد في مجمل شعب تعداده يفوق الملايين التسعة. وتوجد أبرشية واحدة فقط في الصومال وهي أبرشية مقديشيو التي تتبع الكنيسة الرومانية الكاثوليكية في الفاتيكان مباشرة، والتي قامت باستقبال 100 كاثوليكي فقط في عام 2004. يذكر أنه في عام 1913 قبل بدء الزحف الاستعماري على الصومال لم يكن هناك أي وجود للمسيحية في البلاد بخلاف 100 أو 200 فقط أتوا من ملاجئ الأيتام التي أقامتها البعثات التبشيرية في الصومال البريطاني، كما لم تتواجد أي بعثات تبشيرية على الإطلاق في الشطر الإيطالي خلال نفس الفترة.
وفي السبعينيات من القرن الماضي خلال سيطرة الماركسيين على الحكم تم غلق المدارس الملحقة بالكنائس كما تم إرسال كل البعثات التبشيرية لبلادها مرة أخرى. يذكر أنه لا وجود لأي مطران في البلاد منذ عام 1989 كما أن كاتدرائية مقديشيو قد أصابها دمارا شديدا جراء الحرب الأهلية بالبلاد.
على الجانب الأخر تعتنق بعض الجماعات العرقية الغير صومالية الأخرى بعد المعتقدات الإحيائية وهي شعائر وموروثات دينية عن الأجداد في منطقة جنوب شرق إفريقيا.